# 데이비 추
데이비 추(Davy Chou, 크메르어: ដេវី ជូ, 1983년 8월 13일 ~)는 캄보디아계 프랑스인 영화 제작자이다. 여러 편의 영화를 쓰고, 감독하고, 제작했다. 다이아몬드 아일랜드 (2016)로 장편 영화 감독 데뷔를 했고, 이후 리턴 투 서울 (2022)을 감독했다.
2009년 장자키 골드버그와 실뱅 데쿠벨레르와 함께 제작사 비키 필름을 설립했다. 또한 캄보디아에서 영화 제작을 장려하기 위해 노력하며, 2009년 6개 대학과 제휴한 단체를 만들었다. 2013년 프놈펜에서 아시아 최초의 유산 영화제를 조직하고 큐레이팅하는 데 도움을 주었다.

## 경력

### 초기작
2009년 캄보디아에서 6개 대학 60명의 학생들과 함께 영화 워크숍을 열고, 꼰 크메르 꾼 크메르(កុនខ្មែរ កូនខ្មែរ, 크메르 영화 크메르 세대)로 알려진 젊은이 주도의 영화 제작 단체를 설립하는 데 도움을 주었다. 학생들이 감독한 서스펜스 영화 트윈 다이아몬즈의 제작자였다.
서스펜스 영화 이후, 추와 꼰 크메르 꾼 크메르는 1950년대와 60년대 영화에 대한 최초의 영화 전시회를 주도했다. 캄보디아에서 이런 종류의 9일간의 첫 축제로 여겨지는 이 행사는 당시의 영화 포스터, 사진, 주연 배우들의 전기를 프놈펜 항구 근처의 복원된 식민지 건물인 차이니즈 하우스에서 전시하고 11편의 영화를 상영했다. 캄보디아에서의 연구와 조사 중 1950년대와 1960년대 사이에 400편 이상의 영화가 제작되었다는 것을 알게 되었다.
2010년부터 2011년 사이에 1960년에서 1975년 사이에 캄보디아 영화 황금기의 살아남은 증인(전문가, 관객, 건물)을 찾아 캄보디아로 이주했다. 크메르 루주 정권 하에 거의 400편의 영화가 파괴되거나 소실되었다는 것을 알게 되었다. 배우 디 사베트와 영화 제작자 리 분 임, 이본 헴(2012년 8월 10일 사망), 리 유 스레앙을 인터뷰했다.
캄보디아 베테랑 영화 제작자들과 배우들의 기억을 바탕으로 제작된 100분짜리 다큐멘터리 '골든 슬럼버스(프랑스어로는 Le Sommeil d'Or)'를 제작했다. (크메르어로 제목은 ដំណេក មាស, Dâmnek Meas이다). 이 다큐멘터리는 프랑스에서 2012년 9월 19일에 극장 개봉되었고, 2012년 4월 3일에 DVD로 출시되었으며, 여러 나라에서 상영되었다.
골든 슬럼버스는 캄보디아의 크메르 루주 이전 영화 산업에 대한 기억을 되살리고 1960년대와 70년대 영화광들의 젊은 세대 부흥을 고취시켰다. 캄보디아의 영화 유산을 탐구했고, 정치적 혼란을 겪고 작업에 대한 비판적 대중의 무관심이 이어진 캄보디아 영화 제작자들의 투쟁을 보여주었다. 골든 슬럼버스는 2012년 베를리날레 포럼과 2011년 부산국제영화제를 포함한 많은 영화제에 선정되었다.
2013년 아시아 최초의 유산 영화제를 큐레이팅하고 조율하기 위해 프놈펜으로 돌아왔다. 캄보디아 영화 산업에 대한 참여는 젊은 캄보디아 영화 제작자들과 영화 관객들의 관심을 자극했다.
캄보디아 2099 (2014)는 캄보디아 현대성의 정점인 프놈펜의 다이아몬드 아일랜드를 배경으로 한 단편 영화이다. 두 친구는 전날 밤 꾸었던 꿈에 대해 서로 이야기한다. 캄보디아 2099는 2014년 감독 주간에 선정되었고 2014년 방돔 영화제 대상을 수상했다.

### 장편
장편 데뷔작인 다이아몬드 아일랜드는 2016년 칸 영화제의 비평가 주간 섹션에 상영되었고 SACD 상을 수상했다. 이 프로젝트는 2015년 토리노필름랩 프레임워크 프로그램을 통해 개발되었다.
2022년 프랑스에서 유아기부터 자란 젊은 한국계 프랑스 여성이 서울로 여행하는 영화인 리턴 투 서울의 감독과 각본을 맡았다. 영화는 칸 영화제에서 공개되어 아카데미 국제영화상 후보에 올랐다.

## 필모그래피
| 연도 | 제목            | 감독 | 각본   | 비고       |
| ---- | --------------- | ---- | ------ | ---------- |
| 2008 | Expired         | 예   | 예     | 단편       |
| 2012 | Golden Slumbers | 예   | 아니요 | 다큐멘터리 |
| 2014 | Cambodia 2099   | 예   | 예     | 단편       |
| 2016 | Diamond Island  | 예   | 예     | 장편       |
| 2022 | 리턴 투 서울    | 예   | 예     | 장편       |

## 수상 내역
| 연도 | 상                       | 부문               | 후보작       | 결과 | 참고  |
| ---- | ------------------------ | ------------------ | ------------ | ---- | ----- |
| 2023 | 아시안 필름 어워즈       | 최우수 감독상      | 리턴 투 서울 | 후보 | [ 9 ] |
| 2022 | 인디펜던트 스피릿 어워드 | 최우수 국제 영화상 | 리턴 투 서울 | 후보 |       |